# Station Neuoelsnitz
Station Neuoelsnitz is een halte in de Duitse plaats Oelsnitz/Erzgeb.. Het station werd in 1879 geopend. 